# Nečujam
Nečujam falu Horvátországban Split-Dalmácia megyében. Közigazgatásilag Šoltához tartozik.

## Fekvése
Splittől 16 km-re délnyugatra, Trogirtól 16 km-re délkeletre, községközpontjától 3 km-re keletre, Dalmácia középső részén, Šolta szigetének közepén, a sziget legnagyobb, északi fekvésű öblében fekszik. A település területén nyolc kisebb öböl is található, ezek Bok Supetra, Šumpjivina, Podkamenica, Maslinica, Tiha, Bok od rata, Piškera és Supetar.

## Története
A település legkisebb öblében 4. században Diocletianus római császár kedvenc halastava volt. Ma is látható annak a falnak a maradványa, mely egykor az öblöt lezárva a területet halastóvá alakította át. A császár nyaralójának a romjai is láthatók a Piškera-öbölben a tenger  fenekén. A nyaralóhoz fürdőház is tartozott, ahol a császár szívesen időzött. Közelében a parton római sírok, cseréptöredékek és pénzérmék kerültek elő. Akkoriban Nečujam csónakkal 7-8 órányi evezésre volt a császár spliti palotájától, a mai gyors hajókkal ez mindössze 15 – 20 perc, mintegy 9 tengeri mérföld. A római időkben valószínűleg téglaégető is volt a település területén. Római temető maradványait találták a közeli Supetar-öbölben is. Tőle nem messze találhatók a 15. századi gótikus Szent Péter templom romjai. Nečujam valószínűleg a birodalom bukása után is folyamatosan lakott maradt, majd az itt élő romanizált lakosság beleolvadt a 7. században érkező horvátokba. A 12. századtól a 14. század végéig a szigettel együtt a Magyar Királyság része volt. A 13. század elején spalatói nemesi családok birtokai voltak itt. A templom közelében található az a ház, amely a 15. – 16. században a spalatói Dujam Balistrilić tulajdona és a két híres raguzai költő Marko Marulić és Petar Hektorović kedvenc tartózkodási helye volt. A hely nyugalma és csendje annyira megihlette a költőket, hogy műveiknek legnagyobb részét itt írták. Végül a sorozatos kalóztámadások arra kényszerítették Marulićot, hogy visszatérjen a biztonságos Spalatóba, a mai Split városába. A sziget 1418-tól volt velencei fennhatóság alatt. 1797-ben a Velencei Köztársaság megszűnésével a település a Habsburg Birodalom része lett. 1806-ban Napóleon csapatai foglalták el és 1813-ig francia uralom alatt állt. Napóleon bukása után ismét Habsburg uralom következett, mely az első világháború végéig tartott. Az I. világháború után rövid ideig az Olasz Királyság, ezután a Szerb-Horvát-Szlovén Királyság, majd Jugoszlávia része lett. A második világháború idején olasz csapatok szállták meg. Lakossága 2011-ben 171 fő volt, akik a turizmus mellett főként halászatból éltek. Az itteni turistatelep megépítése után Nečujam lett a sziget legnagyobb turisztikai központja.

## Lakosság
| Lakosság változása | Lakosság változása | Lakosság változása | Lakosság változása | Lakosság változása | Lakosság változása | Lakosság változása | Lakosság változása | Lakosság változása | Lakosság változása | Lakosság változása | Lakosság változása | Lakosság változása | Lakosság változása | Lakosság változása | Lakosság változása |
| ------------------ | ------------------ | ------------------ | ------------------ | ------------------ | ------------------ | ------------------ | ------------------ | ------------------ | ------------------ | ------------------ | ------------------ | ------------------ | ------------------ | ------------------ | ------------------ |
| 1857               | 1869               | 1880               | 1890               | 1900               | 1910               | 1921               | 1931               | 1948               | 1953               | 1961               | 1971               | 1981               | 1991               | 2001               | 2011               |
| 0                  | 0                  | 0                  | 0                  | 0                  | 0                  | 0                  | 0                  | 0                  | 12                 | 19                 | 6                  | 0                  | 0                  | 80                 | 171                |

(1857-től 1931-ig, valamint 1981-ben és 1991-ben lakosságát Grohotéhez számították.)

## Nevezetességei
- A 15. századi gótikus Szent Péter templom romjai[4] a Supetar-öbölben. A templom a 14.-15. században, faragott kövekből épült. Mára csak a félköríves apszis maradt meg belőle, a magasított szentéllyel, a falazott antependiummal és oldalfalak alapjaival. A belső falakon festmények nyomai láthatók. A templom Dujam Balistrilić spliti prépostnak, Marko Marulić barátjának a temploma volt. A templom mellett egy ősi fal maradványai találhatók. A templom mellett áll az 1938-ban épült, Szűz Máriának (Ostrovskai Boldogasszony) szentelt fogadalmi templom.
- Dujam Balistrilić nyaralóháza[5] a 15. század második feléből az öböl keleti oldalán. A Split előtti tengeri csatorna nyugati oldalán található Šolta szigete bazilikáival és rusztikus villáival mindig is Split városának tulajdona volt. Sok spliti nemesnek volt a šoltai birtoka, amelyet rendszeresen látogatott. Marko Marulić (1450-1514), akit a horvát irodalom atyjának tartanak egy ideig itt, barátja Dujam Balistrilić birtokán élt. Ötven évvel később, 1555-ben Balistrilić kis nyaralója egy másik nagy költő, Petar Hektorović (1487-1572) irodalmi és kulturális zarándoklatának helyszíne lett. Így ez a szelíd öböl szimbolikusan összekapcsolja két nagy horvát reneszánsz költőt, Marko Marulićot és Petar Hektorovićot. A ház előtt Petar Hektorović emlékoszlopa áll.
- Szűz Mária tiszteletére szentelt temploma 1938-ban épült.
- Római épületek alapfalai a Piškera-öbölben.
- Ókori temető maradványai a Supetar-öbölben.

## Kultúra
A horvát festészet és szobrászat legnagyobb nevei gyűlnek össze minden év szeptemberében a nečujami művésztelepen, hogy megörökítsék Nečujam kék és zöld színeit.

## Galéria
- Nečujam üdülőtelepének látképe
- Nečujam – Podkamenica a tenger felől
- A Szent Péter templom romjai

## Fordítás
- Ez a szócikk részben vagy egészben  a   Nečujam című horvát Wikipédia-szócikk ezen változatának fordításán alapul.  Az eredeti cikk szerkesztőit annak laptörténete sorolja fel. Ez a jelzés csupán a megfogalmazás eredetét és a szerzői jogokat jelzi, nem szolgál a cikkben szereplő információk forrásmegjelöléseként.